# جوني أوتس
جوني أوتس (بالإنجليزية: Johnny Oates)‏ هو لاعب كرة قاعدة أمريكي، ولد في 21 يناير 1946 في سيلفا، نورث كارولاينا في الولايات المتحدة، وتوفي في 24 ديسمبر 2004 في ريتشموند في الولايات المتحدة.

## وصلات خارجية
- جوني أوتس على موقع دوري كرة القاعدة الرئيسي (الإنجليزية)
- جوني أوتس على موقعبيزبول رفرنس.كوم (الدوري الرئيسي) (الإنجليزية)
- جوني أوتس على موقعبيزبول رفرنس.كوم (الدوري الثانوي) (الإنجليزية)
- جوني أوتس على موقع جمعية أبحاث البيسبول الأمريكية (الإنجليزية)
- جوني أوتس على موقع إي إس بي إن.كوم (أم.أل.بي) (الإنجليزية)
- جوني أوتس على موقع مشجعي الرسوم البيانية (الإنجليزية)
- جوني أوتس على موقع قاعة فرجينيا للمشاهير الرياضية (الإنجليزية)
- جوني أوتس على موقع إن إن دي بي (الإنجليزية)